# Kék Áramlat

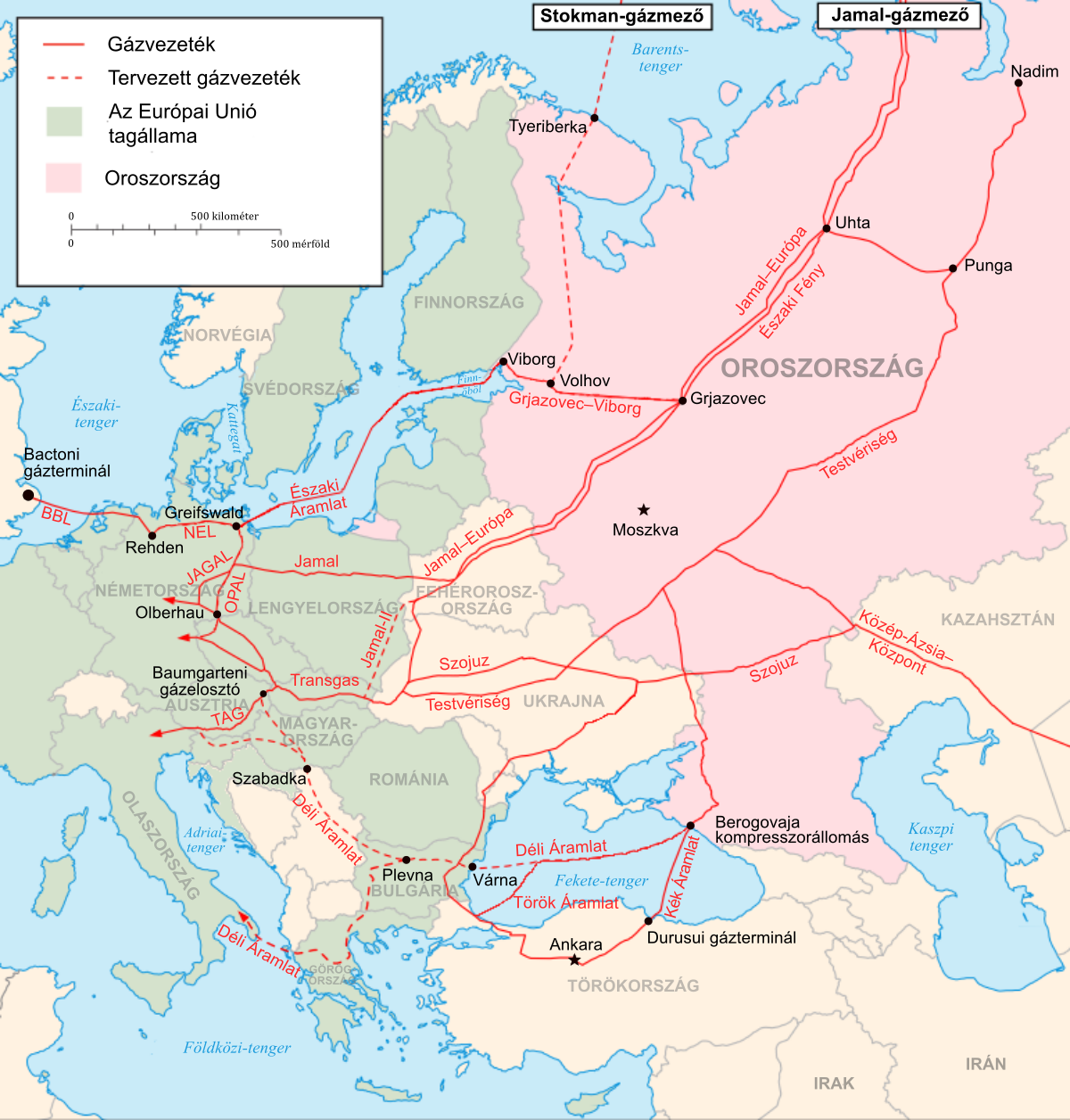
Létező és tervezett orosz gázvezetékek Európában.

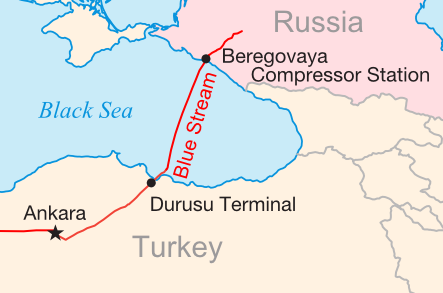
Kék Áramlat

A Kék Áramlat (angolul Blue Stream, oroszul Голубой поток [goluboj potók]) a Fekete-tengeren áthaladó fontos csővezeték, amely Oroszországból szállít földgázt Törökországba. Építője a Blue Stream Pipeline B.V., az orosz Gazprom és az olasz ENI hollandiai bejegyzésű vegyesvállalata.
A vegyesvállalat az egyik tulajdonosa a tengeri csőszakasznak, beleértve a Beregovaja kompresszorállomást Arhipo-Oszipovkában, a Gazprom birtokolja és működteti az oroszországi szakaszt, a törökországi szakasz tulajdonosa pedig a török energiavállalat BOTAŞ. A Gazprom a törökországi szállítások diverzifikálásával és a harmadik országok elkerülésével indokolta a vezeték megépítésének szükségességét.
A Kék Áramlatot 2005 novemberében avatták fel a Durusu gázmérőállomásnál, Vlagyimir Putyin orosz elnök, Recep Tayyip Erdoğan török és Silvio Berlusconi olasz miniszterelnökök jelenlétében.
A Kék Áramlatot a Balkán és Közép-Európa felé tervezték meghosszabbítani, így az Európai Unió által támogatott, az orosz gázfüggés csökkentésére hivatott Nabucco projekt fő versenytársának tekintették. Az elképzelést azonban később a Déli Áramlat nevű tenger alatti vezeték terve váltotta fel, így most ez a Nabucco fő versenytársa.
2007-es hírek szerint Izrael is szeretne rákapcsolódni a Kék Áramlatra 2011-től.
A gázvezeték közép-európai meghosszabbításának az a célja, hogy Ukrajnát kikerülve juthasson el az orosz földgáz az ottani fogyasztókhoz. Lásd még: Orosz–ukrán gázvita.

## Története
Létrehozásának előkészületei 1997-ben kezdődtek. 1997. december 15-én Oroszország és Törökország kormányközi megállapodást kötött tengeralatti csővezeték építéséről. Ugyanekkor a Gazprom és a BOTAŞ 25-éves gázvásárlási szerződést kötött. A Gazprom és az ENI 1999 februárjában írt alá egyetértési nyilatkozatot a Kék Áramlat projektről. Vegyesvállalatukat, a Blue Stream Pipeline B.V.-t 1999. november 16-án jegyeztek be Hollandiában. November 23-án a tervezésről, a szükséges felszerelések biztosításáról és egyebekről a Saipem (ENI-leányvállalat), a Buig Offshore S.A., a Katran K cégekkel és a Mitsui, Sumitomo és Itochu alkotta konzorciummal írtak alá szerződéseket.
Az építkezésre 2001-ben került sor. A tengeri szakaszt a Saipem építette, az orosz szárazföldi szakaszt a Sztrojtranszgaz, a Gazprom leányvállalata építette. A gázszállítások 2003-ban indultak meg a vezetéken keresztül. Az Oroszország és Törökország között kibontakozott árazási vita miatt azonban a Durusu mérőállomás hivatalos felavatására csak 2005. november 17-én került sor. Az átadáson részt vett Vlagyimir Putyin orosz elnök, Recep Tayyip Erdoğan török miniszterelnök és Silvio Berlusconi olasz miniszterelnök.

## Technikai tulajdonságai
A Kék Áramlat a várakozások szerint 2010-re teljes kapacitással működik majd, évi 16 milliárd köbméter gázt szállítva.  Teljes hossza 1213 kilométer. Az oroszországi szárazföldi szakasz a sztavropoli határterületi Izobilnoje állomástól a krasznodari határterületi Arhipo-Oszipovkáig 373 kilométer. Hozzátartozik a Sztavropolszkaja és a Krasznodarszkaja kompresszorállomás. A 396 kilométer hosszú tengeri szakasz az arhipo-oszipovkai Beregovaja kompresszorállomástól a törökországi Samsuntól 60 kilométerre lévő Durusu terminálig nyúlik. A török szárazföldi szakasz Ankaráig fut és 444 kilométer hosszú.
A vezeték átmérője változó: a szárazföldön 1400 milliméter, illetve a hegyi szakaszon 1200 milliméter, a tenger alatt 610 milliméter. A tenger alatti szakaszon a gáznyomás 250 bar.

## Külső hivatkozások
- A Kék Áramlat Gazprom készítette honlapja